# Жуков, Михаил Михайлович (геолог)
Михаил Михайлович Жуков (24 сентября [6 октября] 1893, Вязьма, Смоленская губерния — 6 апреля 1972, Киев) — советский учёный-геолог, специалист в области четвертичной геологии, доктор геолого-минералогических наук, профессор, заведующий кафедрой общей геологии МГРИ и кафедрой геологии в Киевском политехническом институте.

## Биография
Родился 24 сентября (6 октября) 1893 года в городе Вязьма Смоленской губернии в семье помещика.
После окончания гимназии в 1913 году поступил на естественное отделение физико-математического факультета Императорского Московского университета. В 1916 г., не завершив обучение, был призван в армию. Окончил 4-ю Московскую школу прапорщиков пехоты, служил офицером для поручений при Заведующем передвижением войск Московско-Смоленского района. После революции служил там же в должности военного диспетчера, демобилизован в 1921 году.
Параллельно с 1919 года работал препаратором музея в Московской горной академии. В 1920 году был зачислен ассистентом-преподавателем кафедры геологии. В 1929 году там же оформил получение экстерном высшего образования, получив звание горного инженера разведки по пластовой специальности, и был переведен в доценты.
Первая публикация — в 1924 году в «Бюллетене МОИП». Она предопределила направление дальнейшей деятельности М. М. Жукова — изучение геологии и стратиграфии четвертичных отложений, в основном, в Предкавказье и Нижнем Поволжье. В 1921—1951 годах ежегодно участвовал в полевых работах по изучению четвертичных и плиоценовых отложений и тесно связанных с ними вопросов гидрогеологии и инженерной геологии.
После организации в 1930 году Московского геологоразведочного института (МГРИ) работал там доцентом.
По совместительству, трудился в качестве старшего научного сотрудника (1934—1936) в Институте прикладной минералогии (с 1935 — ВИМС — Всесоюзный институт минерального сырья).
В 1936 году начал работать в Геологическом институте АН СССР, временно исполняющим обязанности учёного специалиста. В октябре 1938 года в ИГН АН СССР ему присвоили учёное звание старшего научного сотрудника.
В марте 1938 года Ученый совет МГРИ единогласно утвердил решение аттестационной комиссии МГРИ о присуждении М. М. Жукову ученой степени кандидата геолого-минералогических наук без защиты диссертации. 
Участвовал в экспертизах: по проблеме Манычского морского пути (1934), по вопросу сооружения Волго-Каспийского канала (1937 г.), по оценке геологических условий сооружения Мингечаурской плотины на р. Куре (1938), по выработке противооползневых мероприятий на территории Сталинградского тракторного завода (1939).
В апреле 1940 года защитил диссертацию «Геологическая история севера Прикаспийской впадины», получив ученую степень доктора геолого-минералогических наук. Самой крупной его монографией стал двухтомный труд «Четвертичные отложения и история севера Прикаспийской впадины», основанный на материале диссертации.
С 1940 года возглавлял Отдел четвертичной геологии Института геологических наук АН СССР
С 1941 года профессора по кафедре общей геологии в МГРИ, заведовал этой кафедрой до 1944 года.
В 1944 году переехал на постоянную работу в город Киев, где до 1950 года работал заместителем начальника (в качестве главного геолога) Украинского геологического управления. Одновременно заведовал кафедрой геологии в Киевском педагогическом институте.
C 1951 года руководил кафедрой геологии в Киевском политехническом институте.
В 1959—1969 годах участвовал в создании и заведовал Лабораторией генетических типов четвертичных отложений в Институте геологии и геофизики Сибирского отделения АН СССР, Новосибирск.
С 1961 года — профессор-консультант Киевской экспедиции Украинского научно-исследовательского геологоразведочного института.
Скончался 6 апреля 1972 года в Киеве.

## Награды
- 1944 — Медаль «За трудовую доблесть»
- 1948 — Медаль «За доблестный труд в Великой Отечественной войне 1941—1945 гг.».

## Память
В его честь назван вид[какой?] фораминифер.